# Brazil (Indiana)
Brazil es una ciudad ubicada en el condado de Clay en el estado estadounidense de Indiana. En el Censo de 2010 tenía una población de 7.912 habitantes y una densidad poblacional de 999,95 personas por km².

## Historia
En la década de 1840, los propietarios de la finca que más tarde se originan de la ciudad de Brasil decidió nombrar a su granja en honor al país de Brasil, ya que ese país era a menudo el tema de la noticia en ese momento. [7] La ciudad fue fundada en el año 1866 bajo el nombre de la granja.

## Geografía
Brazil se encuentra ubicada en las coordenadas 39°31′24″N 87°7′28″O / 39.52333, -87.12444. Según la Oficina del Censo de los Estados Unidos, Brazil tiene una superficie total de 7.91 km², de la cual 7.84 km² corresponden a tierra firme y (0.92%) 0.07 km² es agua.

## Demografía
Según el censo de 2010, había 7.912 personas residiendo en Brazil. La densidad de población era de 999,95 hab./km². De los 7.912 habitantes, Brazil estaba compuesto por el 97.09% blancos, el 0.64% eran afroamericanos, el 0.14% eran amerindios, el 0.47% eran asiáticos, el 0.03% eran isleños del Pacífico, el 0.58% eran de otras razas y el 1.05% pertenecían a dos o más razas. Del total de la población el 1.55% eran hispanos o latinos de cualquier raza.